# Landesregierung und Stadtsenat Zilk III
Landesregierung und Stadtsenat Zilk III war die Bezeichnung für die Wiener Landesregierung und den Wiener Stadtsenat unter Bürgermeister und Landeshauptmann Helmut Zilk. Die Stadtregierung wurde am 9. Dezember 1991 angelobt und war bis zur Wahl der Landesregierung Häupl I am 7. November 1994 im Amt. Die einzige Änderung in der Zusammensetzung betraf den ÖVP Stadtrat Heinrich Wille, der am 29. September 1992 sein Amt zurücklegte und am Folgetag von Bernhard Görg abgelöst wurde.

## Regierungsmitglieder
| Amt                                                                                | Name                 | Partei | Ressorts                                            |
| ---------------------------------------------------------------------------------- | -------------------- | ------ | --------------------------------------------------- |
| Landeshauptmann Bürgermeister                                                      | Helmut Zilk          | SPÖ    |                                                     |
| 1. Landeshauptmann-Stellvertreter 1. Vizebürgermeister Amtsführender Stadtrat      | Hans Mayr            | SPÖ    | Finanzen, Wirtschaftspolitik, Wiener Stadtwerke     |
| 2. Landeshauptmann-Stellvertreterin 2. Vizebürgermeisterin Amtsführende Stadträtin | Ingrid Smejkal       | SPÖ    | Bildung, Jugend, Familie, Soziales und Frauenfragen |
| Amtsführender Stadtrat                                                             | Rudolf Edlinger      | SPÖ    | Wohnbau und Stadterneuerung                         |
| Amtsführender Stadtrat                                                             | Johann Hatzl         | SPÖ    | Bürgerdienst, Inneres, Personal                     |
| Amtsführender Stadtrat                                                             | Michael Häupl        | SPÖ    | Umwelt und Sport                                    |
| Amtsführende Stadträtin                                                            | Ursula Pasterk       | SPÖ    | Kultur                                              |
| Amtsführender Stadtrat                                                             | Sepp Rieder          | SPÖ    | Gesundheits- und Spitalswesen                       |
| Amtsführender Stadtrat                                                             | Johannes Swoboda     | SPÖ    | Stadtentwicklung, Stadtplanung, Verkehr             |
| Stadtrat                                                                           | Lothar Gintersdorfer | FPÖ    | ohne Ressort                                        |
| Stadtrat                                                                           | Hilmar Kabas         | FPÖ    | ohne Ressort                                        |
| Stadträtin                                                                         | Karin Landauer       | FPÖ    | ohne Ressort                                        |
| Stadtrat                                                                           | Bernhard Görg        | ÖVP    | ohne Ressort                                        |
| Stadtrat                                                                           | Maria Hampel-Fuchs   | ÖVP    | ohne Ressort                                        |
| Stadtrat                                                                           | Christoph Chorherr   | Grüne  | ohne Ressort                                        |
| Vorzeitig ausgeschiedene Mitglieder der Landesregierung                            |                      |        |                                                     |
| Stadtrat                                                                           | Heinrich Wille       | ÖVP    | ohne Ressort                                        |